# محمد بن سوار
محمّد بن سَوّار شیبانی لقب‌گرفته به نجمُ‌الدین و ابوالمعالی (۱۲۰۶ - ۱۲۷۸م) (نسب: محمد بن سوار بن اسرائیل بن خضر بن اسرائیل) صوفی و شاعر شامی در سدهٔ هفتم هجری بود که خرقهٔ تصوف از شهاب‌الدین سهروردی گرفت.